# Macaroni
Macaroni is een soort pasta, die oorspronkelijk uit Italië komt en gemaakt is van harde tarwe (durumtarwe) en water. Deze wordt onder hoge druk door een matrijs geperst. Macaroni bevat normaal gezien geen eieren en is kort en hol van vorm. Macaroni kan recht zijn, maar ook gebogen en wordt dan elleboogjes genoemd. De elleboogjes krijgen deze typische vorm doordat de pastasliert middels een scheefgeplaatste ring aan een zijde wordt afgeremd. Er bestaan ook keukenmachines waarmee zelf verse macaroni kan worden gemaakt, maar macaroni wordt eerder in grote hoeveelheden aangemaakt. De naam ‘macaroni’ komt van het Italiaanse maccheroni. Een eventuele andere naam is chifferi of lumaconi, die verwijzen naar de grotere maten van de elleboogjes. In Italië is maccherone een overkoepelende naam voor gedroogde holle pastasoorten, zoals penne.
In Vlaanderen wordt de naam macaroni gebruikt voor lange rechte holle pastastengels, die beduidend dikker zijn dan spaghetti. Door hun buisvorm houden ze meer spoelwater vast en koelen ze beter af, zodat ze beter geschikt zijn voor koude schotels dan de spaghetti.

## Geschiedenis
Volgens een wereldwijde misvatting was het de ontdekkingsreiziger Marco Polo, die macaroni in 1292 naar Italië zou hebben gebracht na een lang verblijf in Azië. Het blijkt echter dat macaroni al veel eerder populair was in Italië. De geschiedenis van macaroni gaat terug tot de Romeinen, die het beschouwden als een geschenk van de goden. Er bestaat een legende dat hij is uitgevonden door een Romeinse god, namelijk Vulcanus, de god van het vuur, maar dit wordt nergens bevestigd. Het oudst bekende recept verscheen rond het jaar 1000 in het boek De arte Coquinaria per vermicelli e macaroni siciliani (De kunst van het koken van Siciliaanse vermicelli en macaroni), geschreven door Martino Corni, de kok van de patriarch van Aquilea. De twee bekendste recepten zijn macaroni met aubergine en macaroni met sardientjes. In 1584 wordt door Giordano Bruno, een Napolitaanse schrijver, ‘è cascato il maccarone dentro il formaggio’ (de macaroni is in de kaas gevallen) gezegd, een indicatie voor de combinatie pasta met kaas. Goethe beschreef in zijn dagboek uit 1787 van zijn reis door Italië macaroni als een ‘delicate pasta gemaakt met de fijnste griesmeel, bewerkt, gekookt en gevormd in allerlei verschillende vormen’. Hij beschreef daarnaast ook het werk van de maccheronari, die, op bijna iedere straathoek,  druk bezig zijn met het maken van macaroni.
In de wetenschap wordt algemeen aangenomen dat het woord is afgeleid van het Griekse μακαρία (makaria), een soort gerstbouillon die werd opgediend om de doden te herdenken, wat dan weer komt van μάκαρες (makares), gezegend zijn de doden. De Italiaans linguïst G. Alessio meent dat het woord twee oorsprongen heeft: de eerste van het middeleeuws Grieks μακαρώνεια (makarōneia), die geserveerd werd als maaltijd op een begrafenis en de tweede van het Griekse μακαρία, gerstbouillon.
Het lijkt erop dat de schrijfwijze “mac(c)aroni” in Engeland bekend is geworden in de 18e eeuw door ‘The Maccaroni Club’, de spottende benaming voor modieuze jongemannen die de grand tour hadden gedaan en alles wat op dat moment populair en modieus was, “very maccaroni” noemden. De benaming macaroni wordt in de meeste landen, maar niet in Italië, specifiek gebruikt voor de korte elleboogjes. Dit heeft waarschijnlijk zijn oorsprong in Noord-Amerika. In Noord-Amerika wordt macaroni meer geassocieerd met de elleboogjes, die hoofdzakelijk gekend zijn door de Amerikaanse versie onder de naam Kraft Macaroni and Cheese, een kant-en-klare maaltijd van elleboogvormige pasta met kaas van de voedingsmiddelenfabrikant Kraft Foods. Elleboogjes kunnen ook gebruikt worden in een melkpudding genaamd macaronipudding.

## Azië
In gebieden met een grote Chinese populatie, die een Westerse invloed toelaten, zoals Hongkong, Macau, Maleisië en Singapore, hebben de lokale Chinezen zich macaroni eigen gemaakt in de Westers-Chinese keuken. In het Kantonese cha chaan teng (“theerestaurant”) en Zuidoost-Azië’s kopi tiam (Hokkien voor “koffiehuis”) serveert men het gerecht. In Hongkong wordt macaroni gekookt in water en wordt het zetmeel eraf gewassen, vervolgens wordt het geserveerd in een bouillon met ham of Frankfurter knakworsten, bonen, zwarte champignons, en eventueel eieren. Deze maaltijd wordt meestal gegeten als ontbijt of lunch.